# MSC Napoli
El MSC Napoli fue un buque portacontenedores con bandera del Reino Unido que, el 18 de enero de 2007, sufrió una rotura en el casco debido a la mar gruesa y al potente embate de las olas que ese día azotaba el Canal de la Mancha. La nave encalló deliberadamente en la bahía de Lyme para evitar un hundimiento con efectos medioambientales nefastos. Ese mismo año fue desguazado.

## Accidente
El 18 de enero de 2007, mientras se dirigía de Bélgica a Portugal, durante el ciclón europeo Kyrill, el casco del MSC Napoli sufrió graves desperfectos a causa de los fuertes vientos huracanados y de las enormes olas, provocando una grieta en un costado que inundó la sala de máquinas. El barco se encontraba entonces a 50 millas (80 km) de la costa de The Lizard, Cornualles.
Aproximadamente a las 10:30 UTC, la tripulación envió una llamada de socorro. Poco después, el capitán ordenó a la tripulación que abandonara el barco y se subieran a uno de los botes salvavidas. Los 26 tripulantes estuvieron en el mar varias horas antes de que fueran rescatados de su bote salvavidas por el helicóptero Sea King de la Flota Aérea de la Marina Real británica y llevados a la Estación Aérea Naval Real de Culdrose en Cornualles. Durante el difícil rescate, el helicóptero rompió dos cabos del cabrestante, lo que dificultó aún más el rescate de los marineros.

## Rescate
El 19 de enero de 2007, el barco fue remolcado por el remolcador de salvamento Abeille Bourbon, al que más tarde se unió el Abeille Liberté. El buque iba a ser remolcado hasta el puerto de Portland en Dorset, a 140 millas (230 km) de distancia. Los puertos más cercanos de Falmouth, Cornwall y Plymouth (Devon) y otros de la costa de Francia fueron descartados.
La flotilla avanzó por el Canal de la Mancha. El MSC Napoli aumentaba su inclinación o escora y se esperaban fuertes vientos, por lo que se refugió en la bahía de Lyme. La bahía de Lyme está protegida de los vientos del noroeste, oeste y suroeste, habituales en esa época del año. El deterioro del estado del barco generó dudas sobre su capacidad para soportar los rigores del viaje a Portland. Robin Middleton, representante del Secretario de Estado en “Salvamento Marítimo e Intervención”, que dirigía el equipo de respuesta de salvamento de la MCA, decidió varar el barco en la bahía de Lyme. Middleton dijo que las sensibilidades ambientales en el área de la bahía de Lyme se evaluaron por completo antes de tomar la decisión de varar el MSC Napoli. Dijo: «El lugar de varada fue seleccionado en base a minimizar el impacto de cualquier derrame y permitir que se realicen los trabajos de salvamento para retirar el buque y la carga. Las autoridades locales y los grupos ambientalistas han sido notificados y todas las agencias están trabajando juntas para asegurar que se minimice la contaminación». 
La decisión fue controvertida. Julian Wardlaw, en nombre de la organización «Environment Group», dijo que ellos se habían opuesto a la propuesta de Middleton de encallar el buque en en la bahía de Lyme. Sin embargo, en una entrevista posterior, Wardlaw dijo estar a favor de la decisión de encallar deliberadamente el buque portacontenedores accidentado frente a la costa este de Devon, describiéndolo como la «opción menos mala».

## Varamiento
El lugar de varado fue Branscombe, aproximadamente a un kilómetro y medio  de la costa de Devon, cerca de la ciudad costera de Sidmouth. Esta área de la costa donde el MSC Napoli quedó varado es parte del primer sitio natural Patrimonio de la Humanidad de Gran Bretaña, la Costa Jurásica. En invierno, la bahía de Lyme alberga un gran número de aves marinas invernantes, mientras que el fondo marino es el hábitat de especies en peligro de extinción, como el abanico de mar rosado y el coral copa del atardecer.
El consejero del condado de Devon, Stuart Hughes, dijo: "Hay tantas preguntas que necesitan respuesta que tiene que haber una investigación pública". Brian Greenslade, líder del Consejo del condado de Devon, confirmó que el consejo llevaría a cabo una investigación pública sobre el varamiento. La medida se tomó en medio de preguntas sobre la decisión de llevar al MSC Napoli a una zona costera protegida como Patrimonio de la Humanidad.